# (30797) Chimborazo
(30797) Chimborazo ist ein Asteroid des mittleren Hauptgürtels. Er wurde am 4. Februar 1989 von dem belgischen Astronomen Eric Walter Elst am La-Silla-Observatorium der Europäischen Südsternwarte in Chile (IAU-Code 809) entdeckt.
Der Asteroid gehört zur Eunomia-Familie, einer nach (15) Eunomia benannten Gruppe, zu der vermutlich fünf Prozent der Asteroiden des Hauptgürtels gehören. Die zeitlosen (nichtoskulierenden) Bahnelemente von (30797) Chimborazo sind fast identisch mit denjenigen des kleineren, wenn man von der Absoluten Helligkeit von 16,4 gegenüber 14,3 ausgeht, Asteroiden (363608) 2004 FS148.
(30797) Chimborazo wurde am 12. März 2017 nach dem ecuadorianischen Schichtvulkan Chimborazo benannt.